# The Flying Lizards
The Flying Lizards — экспериментальная рок-группа из Великобритании.

## История
Основателем и лидером группы был Дэвид Каннингем. В состав группы входили авангардные музыканты и импровизаторы — инструменталисты Дэвид Туп (David Toop) и Стив Бересфорд (Steve Beresford), а также вокалистки Дебора Эванс-Стикленд (Deborah Evans-Strickland) и Патти Палладин (Patti Palladin). Также в группу входил Майкл Аптон (Michael Upton).
Группа выпустила первый альбом The Flying Lizards в 1979; среди их синглов были как кавер-версии песен других музыкантов (Summertime Blues Эдди Кокрана и Sex Machine Джеймса Брауна), так и несколько оригинальных композиций. Их версия песни Баррета Стронга Money остаётся популярной, была включена в саундтреки многих фильмов (Charlie’s Angels, The Wedding Singer, Empire Records и Lord of War, а также популярный телесериал Nip/Tuck). Альбом группы Top Ten полностью состоял из каверов, сознательно исполненных в безэмоциональном, механистическом стиле.
Уже после распада группы, был выпущен альбом The Secret Dub Life of the Flying Lizards, состоящий из материала, исполненного в даб-стиле.

## Дискография

### Альбомы
- The Flying Lizards (1979)
- Fourth Wall (1981)
- Top Ten (1984)
- The Secret Dub Life of the Flying Lizards (1996)

### Синглы
- Summertime Blues (1978)
- Money (1979)
- TV (1979)
- The Laughing Policeman (под псевдонимом «The Suspicions», 1980)
- Move On Up (1981)
- Hands 2 Take (с Майклом Найманом, 1981)
- Lovers and Other Strangers (1981)
- Sex Machine (1984)
- Dizzy Miss Lizzy (1984)